# ラファフ
ラファフ（アラビア語：رفح, Rafaḥ）市は、パレスチナのガザ地区南端ラファフ県の県都。エジプトとの国境にラファ検問所がある。
2015年の国勢調査では人口は約17万人だった（ラファフ難民キャンプを除く）。2023年パレスチナ・イスラエル戦争では、戦火から逃れるためガザ地区全域から国内避難民が流入した。

## 名称
（アラビア語での発音）
現代アラビア語による現地名はラファフ（رَفَحٌ, Rafaḥ）。中世のアラビア語資料では現代と同じラファフ（رَفَحٌ, Rafaḥ)ないしは2字目が母音aを伴わないラフフ(رَفْحٌ, Rafḥ）の発音であるとの記載が残されている。
原語アラビア語での発音に対する日本語カタカナ表記は、中東関連学界標準の岩波イスラーム辞典方式だとラファフとなる。
しかしながらアラビア語の ح（ḥ）は日本語の「フ」に現れる無声両唇摩擦音とは異なる無声咽頭摩擦音であるため、実際に耳で聞いた場合には便宜上のカタカナ表記規則に従ったラファフよりもラファハに近く聞こえるなどする。こうした理由から文語アラビア語会話や口語アラビア語（現地方言）による日常会話発音に依拠して、日本外務省ウェブサイトなどでもラファハと書かれることがしばしば行われている。
日本語メディアでは、ラテン文字表記語末のḥを黙字扱いした英語風の発音ないしは英語表記Rafahの誤読といった理由から、ラファと表記されることが多い。

## 概要
ガザ地区の南西端に位置し、隣接するエジプト北シナイ県からはラファ検問所を通してガザ地区への生活物資が搬入される。これに加えてエジプトに通じる地下トンネルが数多くあり、食料などの必需品や武器の密輸が行われていることでも知られる。
南にヤーセル・アラファート国際空港があるが、2002年1月以来閉鎖されている。
伝統的にファタハの支持者が多く住む。

## 人口
元々住んでいた住人は少なかったが、ハーンユーニス（ハーン・ユーニス）住民ならびにネゲブ砂漠やシナイ砂漠の遊牧民（ベドウィン）部族民らが避難移住したことにより年々増加。面積の割には人口密度が高い街となった。
- 1922年：599人
- 1931年：1,423人
- 1945年：2,220人
- 1963年：4,233人
- 1967年：10,800人
- 1979年：90,000人
- 1997年：91,931人
- 2007年：121,774人
- 2017年：171,899人

2023年10月7日のハマースの対イスラエル奇襲で始まった戦争では、イスラエル軍による空爆や地上侵攻に追い立てられた住民らがラファフに殺到した。また、12月上旬にはハーンユーニスへの爆撃が激しさを増したことでラファフへの流入は増加。市内はパレスチナ人避難者190万人（ガザ人口の85％）の多くが押し寄せる広大な収容キャンプの様相を呈した。

## 気候
地中海に近いが、砂漠気候で、気温は夏は30℃、冬は10℃ほどとなる。

## 交通
- カレム・シャローム検問所（英語版）
- 中東戦争